# Teungoh Reuba
Teungoh Reuba is een bestuurslaag in het regentschap Aceh Utara van de provincie Atjeh, Indonesië. Teungoh Reuba telt 327 inwoners (volkstelling 2010).